# Kloster Mariacron

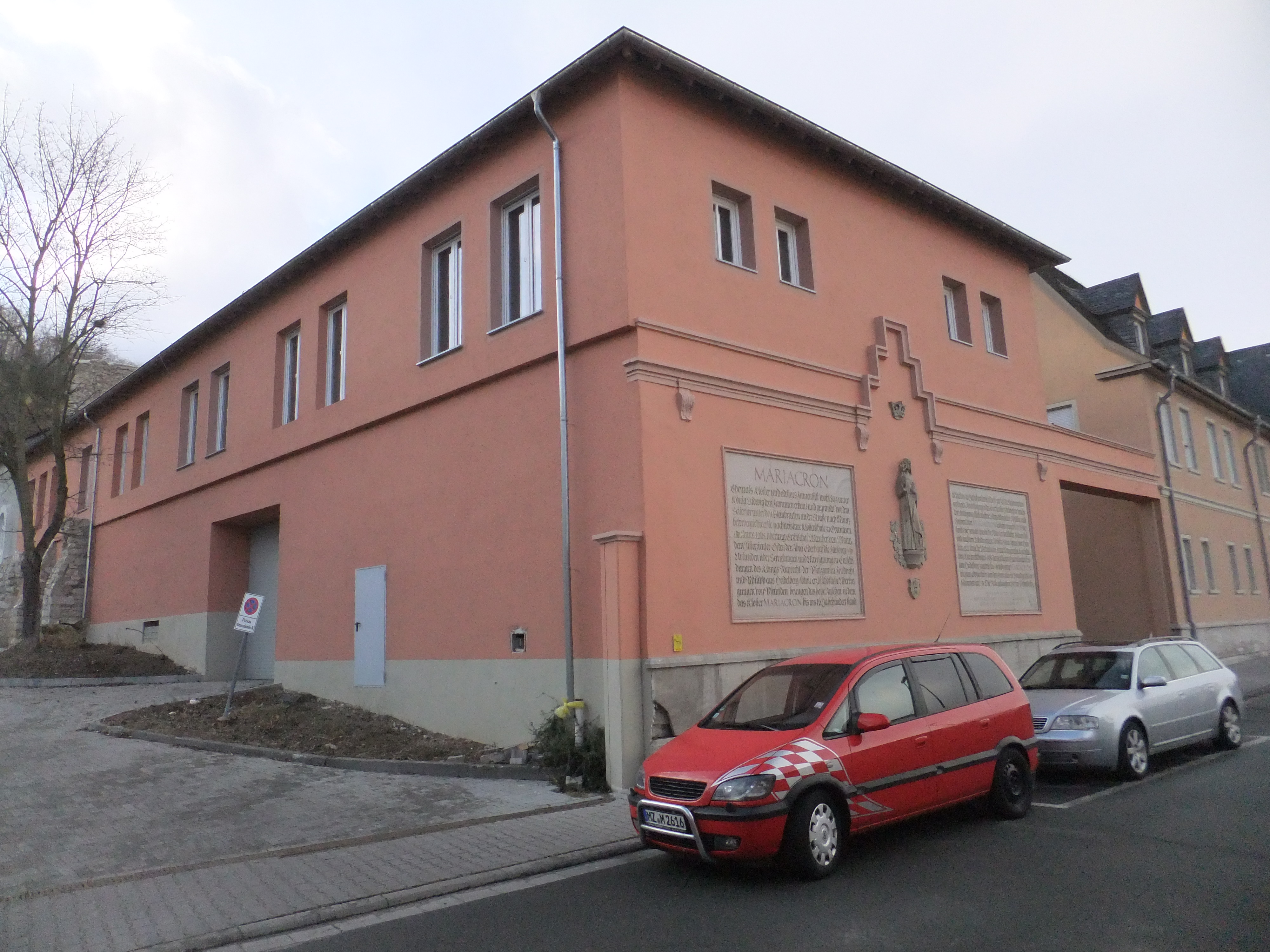
Kloster Mariacron mit Inschrift

Mariacron war ein Kloster und adeliges Frauenstift in der Nähe der Stadt Oppenheim am Rhein zwischen Worms und Mainz.

## Klostergeschichte
Das Kloster wurde nach der Überlieferung 814 unter der Regentschaft von Kaiser Ludwig dem Frommen erbaut und gegründet. Erste Bewohner waren Frauen des Benediktinerordens. Das adelige Frauenstift lag außerhalb der Stadtmauern vor dem Seilertor unter den Steinbrüchen an der Straße nach Mainz (heutige Adresse Mainzerstraße 162).
Im Jahre 1265 übertrug der Mainzer Erzbischof Werner von Eppstein dem Zisterzienserorden der Abtei Eberbach die Fürsorge für das Kloster (Tochtergründung). Der Name Mariacron taucht erstmals 1280 urkundlich auf.
Das Frauenstift beherbergte nachweislich die erste Klosterschule zu Oppenheim und wirkte als Bildungsstätte der Töchter der adligen Burgmannen. Die Äbtissinnen von Mariacron waren hoch angesehen und verfügten über umfangreiche Besitzungen. Dies geht aus Urkunden über Schenkungen und Übereignungen, Entscheidungen des Königs Ruprecht, der Pfalzgrafen Friedrich I. und Philipp aus Heidelberg sowie erzbischöflichen Übertragungen von Pfründen hervor. So stiftete Margarethe Hilchen von Lorch, Äbtissin von ca. 1497 bis 1518, dem Kloster einen Sippenteppich, der heute im Dom- und Diözesanmuseum (Mainz) aufbewahrt wird.
Dem Kloster stand das Patronatsrecht der Frühmesserei zu Nackenheim zu, die Äbtissin hatte auch das Vorschlagsrecht für den Priester im Heilig-Geist-Spital zu Oppenheim. Die Kirche war der heiligen Anna geweiht. Sie hatte mehrere vom benachbarten Adel fundierte und mit Patronatsrecht belegte Altäre (St. Georg, St. Katharina, Barbara und Dorothea, St. Johannes, Altar der Zehntausend Märtyrer).

### Reformation
Mitte des 16. Jahrhunderts zu Zeiten der Reformation ging das klösterliche Leben unter. Agnes von Dienheim widersetzte sich als Äbtissin mit ihrem Konvent den reformatorischen Wünschen des Kurfürsten Friedrich III., konnte aber die Aufhebung des Klosters und die vorübergehende Umwandlung in ein weltliches adliges Damenstift (1565) nicht aufhalten. Nach dem Tod der letzten Äbtissin, Agnes von Dienheim (1571), sowie der Verwalterin, Margarethe Knebelin von Katzenelnbogen (1585), wurde die Geistliche Güteradministration in Heidelberg (Schaffner Melchior Meyel) mit der Verwaltung des ehemaligen Klosters betraut.

### Kriege und Zerstörung
Im Dreißigjährigen Krieg (1618–1648) wurde das Gebäude 1631 bei der Einnahme Oppenheims durch die Truppen Gustav-Adolfs von Schweden beschädigt. Im Jahr 1636 übergab Kaiser Ferdinand II. das ehemalige Kloster den Mainzer Jesuiten.
Am Ende des Pfälzischen Erbfolgekriegs 1689 setzten Truppen Ludwigs XIV. unter General Mélac die Stadt Oppenheim planmäßig in Brand. Dabei ging auch das Kloster Mariacron in Flammen auf.

### Klosterbrennerei
Am Wiederaufbau hatte niemand Interesse. 1782 war im Kloster eine Wirtschaft eingerichtet. 1792 kamen die Reste in Privatbesitz. Im 19. Jahrhundert wurden die Gebäude teilweise abgebrochen, nur wenige Zeugnisse der früheren Anlage haben die Zeiten überdauert. Die verbliebenen Räumlichkeiten dienten zeitweise als Unterkunftsräume für Steinbrucharbeiter und als Büroräume.
1894 errichtete man auf dem Gelände des ehemaligen Frauenkloster die Klosterbrennerei Mariacron. 1961 übernahm das Unternehmen Eckes die Brennerei und machte über die Weinbrandmarke den ehemaligen Klosternamen Mariacron weltbekannt. Rationalisierungszwänge verlagerten in den 80er Jahren die Produktion weg aus Oppenheim.

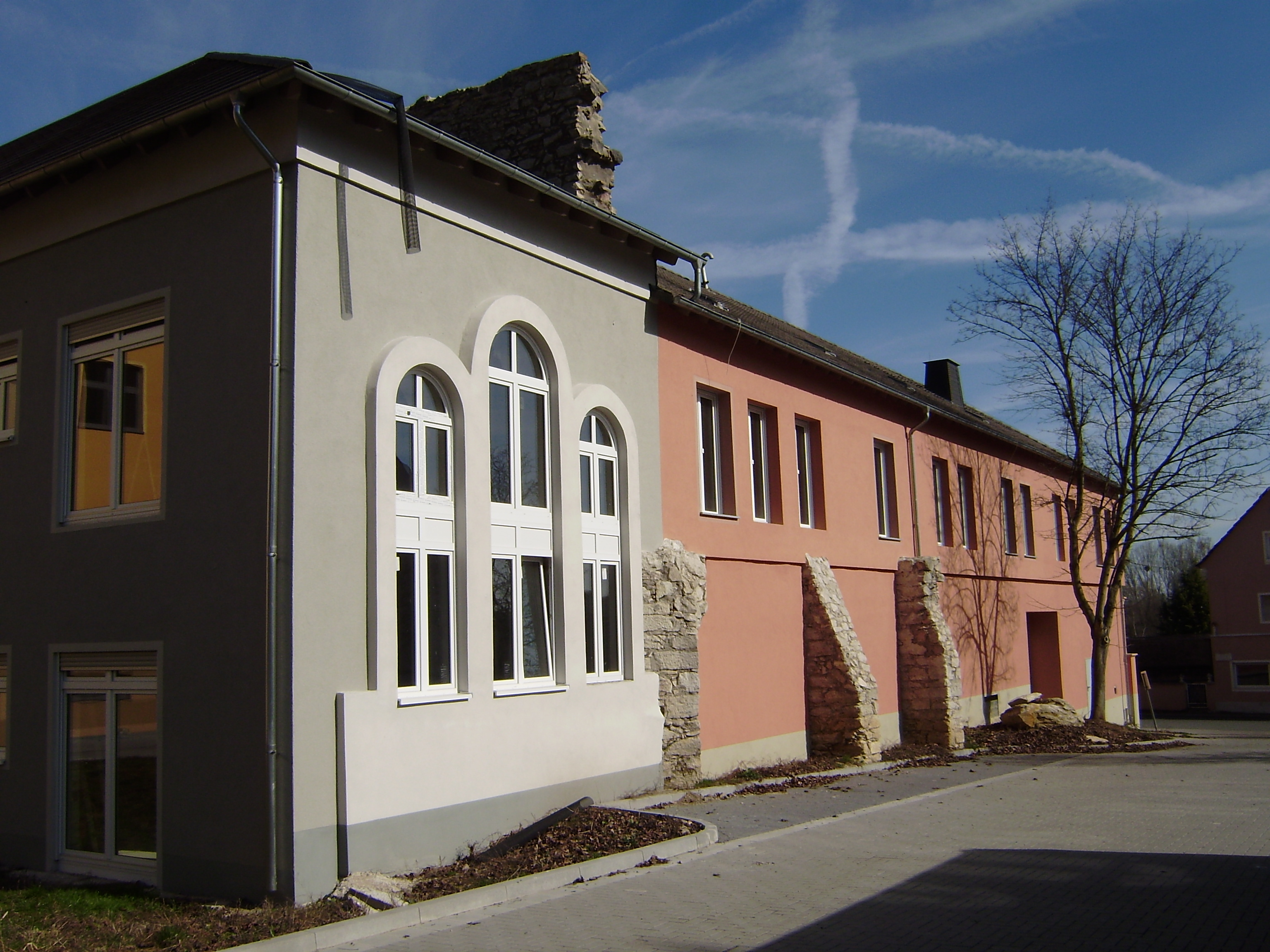
Stütz- und Trennmauerreste von Südwesten

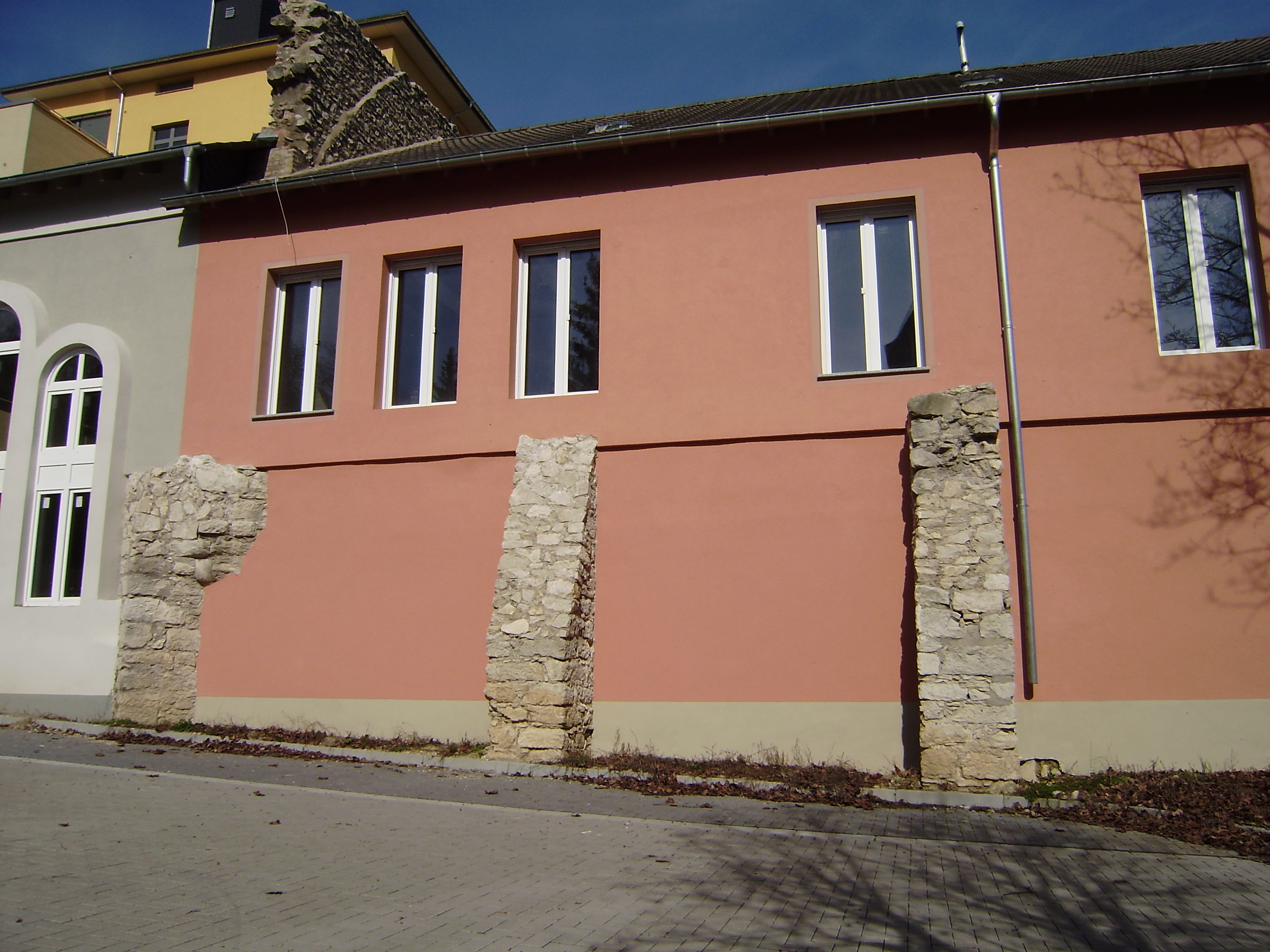
Stütz- und Trennmauerreste auf der Südseite

### Heute
An das ehemalige Kloster erinnern heute vor Ort:
- Eine alte Giebelmauer (Gebäuderest)
- Eine Inschriftentafel mit einer Kurzgeschichte an der straßenseitigen Hauswand.
- Eine kleine früher zum Kloster Mariacron gehörende Glocke ist jetzt im Nachbarort Nierstein auf dem Dach des katholischen Pfarrhauses neben der Kilianskirche angebracht. Sie trägt die Aufschrift „Christof Neidhardt in Augsperg (Augsburg) gos mich anno 1645“.

2007 erwarb ein Investor das Eckes-Gelände und führte es einer neuen Wohn-/Gewerbe-Nutzung zu, wobei die Erinnerung an das Kloster und die Weinbrennerei nicht ausgelöscht werden sollte. Aus dem Wohnhaus und dem 8-stöckigen ehemaligen Fasslager entstanden Appartements und Wohnungen der gehobenen Klasse. Im vorderen Teil der Brennhalle sind eine Vinothek und im hinteren Bereich eine physiotherapeutische Praxis mit Saunalandschaft geplant.